# Palmarola
Palmarola (italienisch Isola di Palmarola) ist die drittgrößte Insel des italienischen Archipels der Pontinischen Inseln, zu dem außerdem Ponza, Gavi, Zannone, Ventotene und Santo Stefano gehören.
Palmarola befindet sich etwa 10 km westlich der Hauptinsel Ponza und gehört zur Gemeinde Ponza. Sie umfasst 136 Hektar. Der höchste Punkt auf dem Monte Guarniere beträgt 249 Meter über dem Meeresspiegel. Die Insel ist reich an Obsidian, das bereits in vorgeschichtlicher Zeit abgebaut wurde.
Palmarola steht unter Naturschutz und ist nur während der Sommermonate bewohnt, wo zahlreiche Touristen die Buchten, Grotten und Felsentore rund um die Insel mit Booten erkunden. Zu den Sehenswürdigkeiten zählt die Grotta di Mezzogiorno. Tauchgänge werden dagegen das ganze Jahr über angeboten, da das Meer in dieser Gegend äußerst klar ist und sich ideal für Tauchschulen eignet. Um die Grotta di Mezzogiorno herum ist das Wasser 20 Meter tief.
Im Jahr 537 starb Papst Silverius im Exil auf Palmarola oder (nach anderen Quellen) auf Ponza.